# Bělorusko na Letních olympijských hrách 2012
Bělorusko na Letních olympijských hrách 2012 v Londýně reprezentovalo 172 sportovců, z toho 96 mužů a 76 žen.

## Medailisté
| Medaile | Jméno | Sport              | Soutěž                                         |
| ------- | --- | ------------------ | ---------------------------------------------- |
| Zlato   | Sergej Martynov | Sportovní střelba  | muži 50 metrů libovolná malorážka 60 ran vleže |
| Zlato   | Max Mirnyj Viktoria Azarenková                                                                                            | Tenis              | Smíšená čtyřhra                                |
| Stříbro | Alexandra Herasimenjová                                                                                                   | Plavání            | ženy 100 m volný styl                          |
| Stříbro | Alexandra Herasimenjová                                                                                                   | Plavání            | ženy 50 m volný styl                           |
| Stříbro | Andrej Bahdanovič Aljaxandr Bahdanovič                                                                                    | Kanoistika         | muži C-2 1000 m                                |
| Stříbro | Raman Pjatrušenka Vadzim Machneŭ                                                                                          | Kanoistika         | muži K-2 200 m                                 |
| Stříbro | Maryna Hančarovová Anastasja Ivankovová Natalija Leščyková Aljaksandra Narkevičová Ksenija Sankovičová Alina Tumilovičová | Moderní gymnastika | ženy družstvo                                  |
| Bronz   | Maryna Škermankovová | Vzpírání           | ženy 69 kg                                     |
| Bronz   | Iryna Kulešová | Vzpírání           | ženy 75 kg                                     |
| Bronz   | Viktoria Azarenková | Tenis              | Ženy dvouhra                                   |
| Bronz   | Volha Khudzenka Iryna Pamialova Nadzeya Papok Maryna Pautaran                                                             | Kanoistika         | ženy K-4 500 m                                 |
| Bronz   | Ljubov Čarkašinová | Moderní gymnastika | ženy víceboj jednotlivkyň                      |